# Mapulaca
Mapulaca est une municipalité du Honduras, située dans le département de Lempira. La municipalité est fondée en 1692. Elle comprend 5 villages et 35 hameaux.

## Source de la traduction
- (en) Cet article est partiellement ou en totalité issu de l’article de Wikipédia en anglais intitulé « Mapulaca » (voir la liste des auteurs).